# Kim Yoon-man
Kim Yoon-man oder auch Kim Yun-man (* 25. Februar 1973 in Kyungkido, Provinz Gyeongsangbuk-do) ist ein ehemaliger südkoreanischer Eisschnellläufer und mehrfacher Teilnehmer an Olympischen Winterspielen. Bei den Olympischen Winterspielen 2018 in Pyeongchang war er bei der Eröffnungszeremonie Flaggenträger für das aus 23 Teilnehmern bestehende Olympiaaufgebot aus Südkorea.

## Karriere
Sein Weltcupdebüt gab er am 25. November 1989 beim Eisschnelllauf-Weltcup 1989/90 in Berlin über die 500-m-Distanz und lief eine Zeit von 40,34 s, womit er auf den 37. Platz kam.
Kim Yoon-man startete bei den Olympischen Winterspielen 1992 in Albertville, 1994 in Lillehammer und 1998 in Nagano für sein Heimatland Südkorea. Bei den Olympischen Winterspielen 1992 gewann er am 18. Februar 1992 im Stade de Patinage Olympique die Silbermedaille über die 1000-m-Distanz in einer Zeit von 1:14,86 min und musste Olaf Zinke der eine hundertstel Sekunde schneller war den Olympiasieg überlassen. Mit diesem Ergebnis wurde er der erste Südkoreaner der bei Olympischen Winterspielen im Eisschnelllauf eine Medaille gewann. Bei den beiden weiteren Olympiateilnahmen konnte er keine Medaillen mehr gewinnen und lief 1994 in Lillehammer über die 500 m auf den 14. Platz sowie über 1000 m auf den 18. Platz. Bei Olympia 1998 in Nagano wurden der 7. Platz über die Distanzen 2 × 500 m und der 20. Platz über 1000 m von Kim erreicht.
Bei der Eisschnelllauf-Sprintweltmeisterschaft 1995 am 18. und 19. Februar in Milwaukee im Pettit National Ice Center wurde er Weltmeister und gewann die Goldmedaille in der Sprintwertung.
Bei den Winter-Asienspielen 1996 in Harbin gewann er die Silbermedaille über die 1000 m und die Bronzemedaille über die 500 m. Nach dem Ende der Winterolympiade 1998 beendete Kim seine aktive Laufbahn als professioneller Eisschnellläufer.

## Bestzeiten
Seine persönlichen Bestzeiten sind über 500 m in 36,05 s (1998), über 1000 m in 1:12,50 min (1998), über 1500 m in 1:54,94 min (1994), über 5000 m in 7:55,43 min (1990) und über 10.000 m in 17:21,24 min (1988).

## Ergebnisse bei Olympischen Winterspielen
| Olympische Winterspiele | Olympische Winterspiele | 500 m | 1000 m | 2 × 500 m |
| Jahr                    | Ort                     | 500 m | 1000 m | 2 × 500 m |
| ----------------------- | ----------------------- | ----- | ------ | --------- |
| 1992                    | Albertville             | 10.   | 2.     | −         |
| 1994                    | Lillehammer             | 14.   | 18.    | −         |
| 1998                    | Nagano                  | −     | 20.    | 7.        |